# Лука Бебић
Лука Бебић (Десне, Метковић, 21. август 1937) је бивши хрватски политичар. Био је председник Хрватског сабора у шестом сазиву и министар одбране у Влади Фрање Грегурића.

## Биографија
Дипломирао је на Агрономском факултету у Сарајеву као инжењер агрономије, а постдипломске студије је завршио у Загребу.
Од септембра 1989. године члан је Хрватске демократске заједнице (ХДЗ). У периоду од 1990. прошао је низ политичких дужности. Био је министар одбране у периоду од 31. јула 1991. до 18. септембра 1991. године. Две године је био саветник председника Републике Хрватске Фрање Туђмана за питања националне безбедности.
Шест пута је био биран за посланика у Хрватском сабору. У петом сазиву (2003—2008) обављао је дужност потпредседника Сабора, дужност потпредсједника Националног одбора, члана Одбора за Устав, Пословник и политички систем, а председавао је и Клубом посланика ХДЗ-а. Дана 11. јануара 2008. године на конститутивној седници шестог сазива Хрватског сабора изабран је за његовог председника.
Пасивно знање италијанског и руског језика. Ожењен је и отац двоје деце, Асје и Анте.

## Спољањше везе
- Биографија на